# Cantón de Pornic
El cantón de Pornic es un cantón francés situado en el departamento francés de Loira Atlántico y la región francesa de los Países del Loira.

## Localidades
El cantón de Pornic agrupa las siguientes localidades: 
- Arthon-en-Retz
- La Plaine-sur-Mer
- Pornic
- Préfailles
- Saint-Michel-Chef-Chef

- Datos: Q573694